# Mistrzostwa Europy w Łyżwiarstwie Szybkim w Wieloboju 1895
5. mistrzostwa Europy w łyżwiarstwie szybkim w wieloboju odbyły się w dniach 26–27 stycznia 1895 roku w Budapeszcie na terenie Austro-Węgier. W zawodach brali udział tylko mężczyźni. Zawodnicy startowali na trzech dystansach: 500 m, 1500 m i 5000 m. W biegach na 500 i 1500 m rozgrywano eliminacje oraz finał do którego awansowała najlepsza 4. Mistrzem został Norweg Alfred Ingvald Næss. Miejsca pozostałych zawodników są nieoficjalne.

## Uczestnicy
W zawodach wzięło udział 4 łyżwiarzy z 3 krajów. Sklasyfikowanych zostało 3.
| Austro-Węgry | Cesarstwo Niemieckie | Unia szwedzko-norweska |

## Wyniki
DNS – nie wystartował
| Pozycja | Zawodnik            | Kraj                   | 500 m kwalifikacje | 500 m finał | 5000 m       | 1500 m kwalifikacje | 1500 m finał |
| ------- | ------------------- | ---------------------- | ------------------ | ----------- | ------------ | ------------------- | ------------ |
| 01 !    | Alfred Ingvald Næss | Unia szwedzko-norweska | 47.8 (1.)          | 47.6 (1.)   | 9:38.4 (1.)  | 2:49.8 (2.)         | 3:15.2 (1.)  |
| (2.)    | Julius Seyler       | Cesarstwo Niemieckie   | 50.4 (2.)          | 50.4 (2.)   | 9:40.0 (2.)  | 2:49.4 (1.)         | 3:16.0 (2.)  |
| (3.)    | Hermann Galler      | Austro-Węgry           | 52.4 (3.)          | 59.9 !      | 10:07.4 (3.) | 2:51.2 (3.)         | 9:59.9 !     |
| DNS     | Ladislaus Klimkó    | Austro-Węgry           | 1:05.4 (4.)        | 59.9 !      | DNS          | 9:59.9 !            | 9:59.9 !     |